# Kvistofta distrikt
Kvistofta distrikt är ett distrikt i Helsingborgs kommun och Skåne län. 
Distriktet ligger vid kusten, söder om Helsingborg. 

## Tidigare administrativ tillhörighet
Distriktet inrättades 2016 och utgörs av Kvistofta socken i Helsingborgs kommun.
Området motsvarar den omfattning Kvistofta församling hade till årsskiftet 1999/2000.